# Solokantate nr. 3
Solokantate nr. 3, Skapningen lenges is een cantate geschreven door de Noorse componist Johan Kvandal. Deze derde poging van Kvandal voor een dergelijk werk staat in de schaduw van Solokantata nr. 1 van bijna twintig jaar eerder. Die bracht het nog tot een opname van Kirsten Flagstad. De nummer 3 en laatste in de reeks is gebaseerd op Bijbelteksten van Romeinen:
- regels 8:19-22
- regels 8:10-11
- regel 8:18

De subtitel komt uit regel 19: "Ook de schepping (Skapningen) verlangt (lenges) vurig naar de openbaarmaking van de kinderen van God".
De solocantates werden later gebundeld in Tre solokantater for sang og orgel. 